# Filip František Gallas
Filip František, hrabě Gallas, německy Philip Franz, Graf von Gallas, (*1665; † 4. prosince 1734, Nisa), byl český šlechtic, poslední příslušník slezské větve rodu Gallasů a zemský hejtman vratislavských knížat-biskupů v Knížectví niském.

## Život
Byl synem marnotratného Antonína Pankráce Gallase, který upadl do dluhů, do exekuce a musel prodat všechny své české i tridentské statky. Filip byl zřejmě vychováván spolu se svými bratranci, Janem Václavem a jeho bratry, se kterými ho pojily časté kontakty a snad i přátelství. Po roce 1682 se oženil s hraběnkou Annou Carolinou z Mansfeld-Vorderortu, ovdovělou svobodnou paní Žerotínovou (* asi 18. srpna 1647, Vídeň; † 19. srpna 1712, Nisa), dcerou polního maršála třicetileté války a velitele uherské pevnosti Ráb Filipa z Mansfeld-Vorderortu (1587–1657). Manželství zůstalo bezdětné. Po svatbě odešel i s otcem do Slezska a Kladska. Vstoupil do služeb knížat-biskupů vratislavských, stal se jejich dvorním radou a posléze i zemským hejtmanem v jejich dědičně-údělném knížectví Niském. Střídavě pobýval v sídelním městě knížectví, Nise, na biskupském zámku Otmuchově a na svých kladských a slezských statcích. Ještě r. 1728, v závěru života, obdržel od císaře důstojenství titulárního komorníka. Zemřel jako poslední příslušník slezské větve rodu.

## Majetkové poměry
Díky svému sňatku Filip František částečně vyženil a částečně mohl zakoupit několik statků v Kladském hrabství a ve Slezsku. Šlo zejména o:

### Statek v Kladském hrabství
- Statek Žibřidovice (něm. Seifersdorf, dnes polský Raszków, m. č. městečka Radków)

### Panství ve Slezsku, veVévodství minsterberském
- Panství a zámek Schräbsdorf (dnes Bobolice poblíž Frankenštejna, pol. Ząbkowic Śląskich, hlavního města vévodství)

- Statek a zámek Schönjohnsdorf (dnes ves Witostowice poblíž kláštera Henryków)

Jeho finanční situace však jistě nikdy nebyla růžová. Když zemřel, zůstalo prý po něm více dluhů, nežli majetku.